# Nabil Jaadi
Nabil Jaadi (1 juli 1996) is een Marokkaans-Belgisch voetballer die bij voorkeur als aanvaller speelt. Hij tekende in januari 2020 een contract bij Mouloudia Oujda. Hij is de broer van voetballer Reda Jaadi.

## Clubcarrière
Jaadi is afkomstig uit de jeugdopleiding van RSC Anderlecht. In mei 2014 werd hij voor één miljoen euro verkocht aan het Italiaanse Udinese. In januari 2015 besloot Udinese om Jaadi voor de rest van het seizoen uit te lenen aan tweedklasser Latina Calcio. Op 7 februari 2015 debuteerde hij in de Serie B in de competitiewedstrijd tegen US Avellino. Hij mocht in de basiself starten en werd na 78 minuten naar de kant gehaald voor Ali Sowe. Later volgden nog uitleenbeurten aan het B-elftal van Granada CF, Ascoli Calcio 1898, SC Olhanense en Asteras Tripolis. Een doorbraak bij Udinese bleef echter uit, en in 2018 verliet hij de club. Jaadi zat daarop een tijdje zonder club. In tussentijd trainde hij even mee bij de Italiaanse derdeklasser SSD Sporting Lucchese. Pas op 21 februari 2019 vond hij onderdak bij Dinamo Boekarest, waar hij herenigd werd met zijn broer Reda.

## Statistieken
| Seizoen         | Club                 | Competitie         | Competitie | Competitie | Beker | Beker | Totaal | Totaal |
| Seizoen         | Club                 | Competitie         | Wed.       | Dlp.       | Wed.  | Dlp.  | Wed.   | Dlp.   |
| --------------- | -------------------- | ------------------ | ---------- | ---------- | ----- | ----- | ------ | ------ |
| 2014/15         | Udinese              | Serie A            | 0          | 0          | 1     | 0     | 1      | 0      |
| 2014/15         | → US Latina Calcio   | Serie B            | 5          | 0          | 0     | 0     | 5      | 0      |
| 2015/16         | → Granada CF II      | Segunda División B | 27         | 1          | 0     | 0     | 27     | 1      |
| 2016/17         | → Ascoli Calcio 1898 | Serie B            | 9          | 0          | 1     | 0     | 10     | 0      |
| 2016/17         | → SC Olhanense       | Segunda Liga       | 8          | 0          | 0     | 0     | 8      | 0      |
| 2017/18         | Udinese Calcio       | Serie A            | 0          | 0          | 0     | 0     | 0      | 0      |
| 2017/18         | → Asteras Tripolis   | Super League       | 1          | 0          | 0     | 0     | 1      | 0      |
| 2018/19         | Dinamo Boekarest     | Liga 1             | 2          | 0          | 0     | 0     | 2      | 0      |
| Carrière totaal | Carrière totaal      | Carrière totaal    | 52         | 1          | 2     | 0     | 54     | 1      |

## Interlandcarrière
Jaadi kwam uit voor België –15 en België –16. Op 13 april 2013 debuteerde hij voor Marokko –17. Nadien speelde hij ook voor Marokko –20.